# مجمع كونستانس
مجمع كونستانس (1414 - 1418)، هو المجمع المسكوني السادس عشر في الكنيسة الكاثوليكية، عقد بين 1414 - 1418، وأنهى الانشقاق الغربي، حيث ادعى ثلاثة أساقفة في آن واحد أنهم البابا. تم الاتفاق في المجمع على عزل الثلاثة وانتخاب مارتن الخامس بمنصب الحبر الأعظم. ناقش المجمع أيضًا، قضايا أخرى منها السيادة الوطنية، وحقوق غير المسيحيين، والحروب العادلة في محاولة للتوصل لحل للصراع بين بولندا والإمارات الألمانية. يعتبر مجمع كونستانس، فاتحة «مرحلة انتقالية» في تاريخ الكنيسة الرومانية الكاثوليكية، فخلال قرن ونصف تاليان حتى نهاية مجمع ترنت، تتالت الأزمات والمصاعب الإدارية، رغم الوفرة النفدية والآثار الفنية والعلمية لعصر النهضة. لعب المجمع دور مجلس التحكم والرقابة بفترات منتظمة منذ ذلك الوقت. رغم ذلك، فإن السمة المميزة لتلك المرحلة كانت الاهتمام بالشأن الفكري لا المقتضيات الروحية والعقائدية، وكانت الفترة بما فيها من انقلابات سياسية ودينية شديدة، قد أضعفت هيبة وسلطة الكنيسة المركزية في روما، مشفوعة «ببطئ ردة الفعل» و«رخاوة روما».